# Kuschari

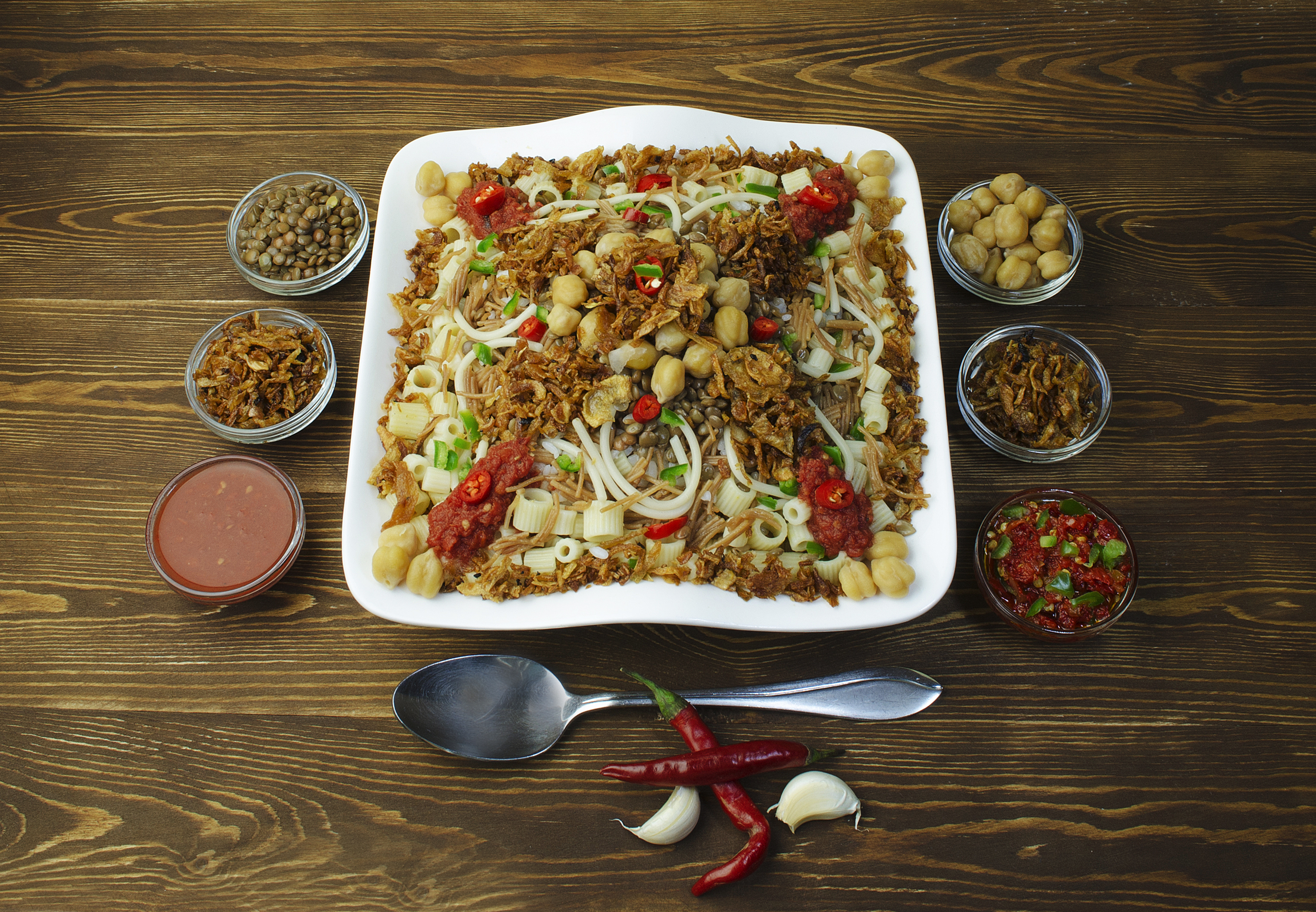
Kuschari

Kuschari (ägyptisch-arabisch: كشري) ist ein traditionelles, einfaches ägyptisches Gericht. Oft wird es in Garküchen angeboten, die nichts anderes servieren, und ist für Einheimische wie Reisende oft die billigste Möglichkeit eines sättigenden Essens. Kuschari besteht typischerweise aus schwarzen oder roten Linsen, Reis, kleinen Nudeln (meist eine Art kurze Makkaroni) und häufig auch Kichererbsen. Die Zutaten werden meist separat gegart, dann gemischt und mit Essig, Tomatensauce, Knoblauch und Röstzwiebeln gewürzt. Fast immer ist Kuschari ein vegetarisches Gericht, aber es gibt vereinzelt auch Varianten mit Hackfleisch.
Möglicherweise ist Kuschari mit dem indischen Khichri verwandt, ebenfalls ein vegetarisches Gericht auf der Basis von Reis und Linsen.